# Richard Tsimba
Richard Utete Tsimba (Salisbury, 9 luglio 1965 – Harare, 30 aprile 2000) è stato un rugbista a 15 zimbabwese, di ruolo centro, è stato il primo giocatore nero a indossare la maglia dello Zimbabwe. Morto a causa di un incidente stradale, nel 2012 è stato inserito nel World Rugby Hall of Fame insieme al fratello Kennedy Tsimba.

## Biografia
Nato a Salisbury, odierna Harare, frequentò la Peterhouse Boys' School giocando a rugby, malgrado fosse considerato "sport per bianchi". Soprannominato Black Diamond, nel 1985 si unì al Chaminuka RFC e nel 1987 fu convocato per la coppa del mondo 1987. Segnò due mete nella partita dei gironi con la Romania e fu schierato per la seconda partita con la Francia. Terminata l'esperienza mondiale si trasferì negli Stati Uniti giocando con il Belmont Shore per un anno. Tornò in patria all'Old Georgians e nel 1991 fu nuovamente tra i convocati alla coppa del mondo. Giocò tutte le tre partite del girone mancando una meta con il Giappone.
Il 30 aprile 2000 morì in un incidente stradale nei pressi di Harare.
Il 25 ottobre 2012, è stato inserito postumo nella World Rugby Hall of Fame, insieme al fratello minore Kennedy Tsimba. Durante la cerimonia Oregan Hoskins, allora vicepresidente dell'IRB, motivò il premio dicendo: “I fratelli Tsimba hanno lasciato un segno indelebile nel rugby dell'Africa meridionale. Sono i pionieri di questo gioco, che le generazioni a venire ricorderanno. È giusto che siano presenti nel luogo della memoria più famoso del rugby".